# الشيقارة
الشيقارة، هي إحدى بلديات دائرة سيدي مروان بولاية ميلة الجزائرية.

## الموقع الجغرافي
تقع بلدية الشيقارة (زواغة) في الجزء الشرقي لولاية ميلة تحدها كل من:
- الشمال: ولاية جيجل ببلديتها أولاد رابح.
- الجنوب: سيدي مروان (الوادي الكبير وسد بني هارون).
- الغرب: بلدية ترعي باينان.

## أصل التسمية
كانت تعرف باسم زواغة بحيث ان لهاذا الاسم أكثر من دلالة تاريخية وحضارية ولا توجد اية مصادر تبين عن كيفية تغيير الاسم القديم للاسم الحالي وعموما فاسم الشيقارة هو اسم لمعمر فرنسي استوطن بالمنطقة ومعناها هو عند قارا فكلمة che تعني عند وGara هو اسم المعمروتعتبر عائلة ال بوقاقة من أوائل العائلات التي استوطنت المنطقة وعموما تتكون بلدية الشيقارة من عدة احياء وهي حي بوعشرة وحي الهواري وحي القيقبة وحي الزوابي وحي المصال وحي ولجة بوخليفة وحي ورزيز وحي الصفيصفة وحي مخاط وبوصافي وهده الأحياء عبارة تجمعات سكانية تمثل في مجملها سكان بلدية الشيقارة أي حوالي 20.000 نسمة حسب الإحصاء الأخير.

## التضاريس
تتميز بلدية الشيقارة بطبيعتها الوعرة فهي عبارة عن جبال الا انها تتميز بمناظرة طبيعية خلابة تتخللها مجموعة من السهول وما زاد في جمالها سد بني هارون وارتفاعها الشاهق الدي يسمح لها باطلالة على كل البلديات المجاورة